# COMICスーパージャンボ
『COMICスーパージャンボ 』（コミックスーパージャンボ）は桃園書房から発行された成人向け漫画雑誌。 創刊号は2000年6月号。2002年1月号をもって休刊した。

## 概要
桃園書房から発行されていた成人向け雑誌『コミックジャンボ』の姉妹誌の1つとして世に出た。既に休刊していた雑誌『ヤングジャンボ』『コミックジャンボXXX』の作家を引き継いでいる。発売日は毎月22日だった。
カバーイラストは、路線変更前はまるごと林檎が、変更後は六条麦が担当していた。
創刊当初のキャッチコピーは「まるごと1冊トキメキ初体験コミック」「ロストバージン特集コミック」であり、破瓜ものの漫画を扱っていた（処女と非処女の両方が登場する作品や、どちらとも明言しない作品はあった）。また基本的には和姦作品オンリーであり、鬼畜ものはごく少数しかなかった。雑誌の性質上女子高生ものは扱えないはずだが、なぜか第3号に1本だけ載っていた。
読者ページは毎号2ページずつ設けられており、「スーパースター列伝」という名称だった。なおこのコーナーでは、担当編集者が同誌の売り上げの悪さや、投稿葉書の少なさなどを度々こぼしていた。

## 路線変更・休刊
2001年5月号で誌名ロゴが変更され、更にその次号からは2ヵ月に1度の隔月刊誌に変更された。この時期の前後、掲載作家も大幅に代わっている。
隔月刊化後はキャッチコピーも「過激に処女狩り一直線」に変更されたが、コピーとは裏腹に破瓜ものは殆ど扱われなくなり、近親・鬼畜ものが中心となった。そしてこの隔月刊化から4号後、休刊を迎えた。

## 主な作家

### 路線変更前から後まで執筆
- つつみあかり…創刊号から後継誌の最終号までの全号で執筆。カラーも多かった。
- 都夢たみお…途中から参加、後継誌の最終号まで全号で執筆。
- な～が…途中から参加、休刊まで全号で執筆。
- 藤茗みえる…休刊まで全号で執筆。
- MAC-V…第2号から参加。
- ふーた…桃園書房の漫画賞受賞者であり、途中から参加。
- 渚さなぎ…同じく受賞者。
- 吉田にく…同じく受賞者。本誌デビュー作のみ4コマ漫画であった。

### 路線変更前後に消えた作家

#### 変更と同時に去った作家
- まるごと林檎…表紙も担当。創刊号から路線変更まで全号で執筆。
- 尾山泰永…創刊号からほぼ全号で執筆。路線変更時、予告に名前だけは載っていた。
- 大原つつみ…創刊号から路線変更まで全号で執筆。
- 大槻ミチロヲ…途中から参加。
- RYため五郎…4コマ漫画のみ。創刊号から路線変更まで全号で執筆。

#### 変更後に1度だけ載った作家
- 狼太郎
- 伏竜
- 藤井サム

## こぼれ話
本誌の表紙イラストを担当したまるごと林檎は、漫画も同時に手掛けていた。創刊号では巻頭カラーを、第2号では巻中カラーを担当しており、この第2号の読者ページには「まるごと先生はバイタリティがある」という編集者のコメントも載っていた。
しかし続く第3号の掲載作「めいど in Summer」は、ペン入れが一切されていない下書き状態での掲載だった（欄外に「力及ばずで」というコメントがあった）。この作品は単行本にはきちんとペン入れされた状態で収録されている。